# ريان بنجامين
ريان بنجامين (بالإنجليزية: Ryan Benjamin)‏ هو لاعب كرة قدم أمريكية أمريكي، ولد في 17 نوفمبر 1977 في غرينفيلد في الولايات المتحدة.

## وصلات خارجية
- ريان بنجامين على موقع مرجع كرة القدم المحترفة.كوم (الإنجليزية)